# Vrhovci (Čabar)
Pour les articles homonymes, voir Vrhovci.
Vrhovci est une localité de Croatie située dans la municipalité de Čabar, dans le comitat de Primorje-Gorski Kotar. En 2001, la localité comptait 124 habitants.

## Démographie
| 1948 | 1953 | 1961 | 1971 | 1981 | 1991 | 2001 |
| ---- | ---- | ---- | ---- | ---- | ---- | ---- |
| 97   | 121  | 132  | 137  | 143  | 141  | 124  |